# Świadectwo
Świadectwo (testament) is van origine een film over het leven van paus Johannes Paulus II, gebaseerd op een verhaal van kardinaal Stanisław Dziwisz. De film kwam in twee versies uit; een voor de televisie en een tachtig minuten durende film.
Voor de filmmuziek trok men Robert Janson aan, een Poolse componist. Voor de opening en afsluiting track wilde men kennelijk een meer bekendere artiest aantrekken. De keus viel uiteindelijk op Vangelis, Ennio Morricone viel af. Het album dat vooralsnog alleen in Polen verkrijgbaar is bevat circa 10 minuten nieuwe muziek van Vangelis en is daarom voor diens fans een gewild item, mede omdat het album vrij onbekend is.

## Tracks
Allen van Robert Janson, behalve waar aangegeven:
1. Sanctus (4:34) (Vangelis)
2. In aeternitatem (1:58) (Vangelis)
3. Humanum est (3:08) (Vangelis)
4. Dzieciństwo (7:09)
5. Pordróže (4:59)
6. Światectwo I (4:12)
7. Powołanie (4:53)
8. Świadectwo II (2:29)
9. Triumf (3:28)
10. Świadectwo III (4:03)
11. Nadzieja (4:30)
12. Zło (1:25)
13. Cierpienie (4:16)